# Clean (película de 2022)
Clean es un documental australiano de 2022 sobre la vida de Sandra Pankhurst, una mujer transgénero que se hizo más conocida por su trabajo como limpiadora de escenas de crímenes y traumatología. La película se centra en el viaje de Pankhurst desde una educación difícil, que incluyó la adopción y un eventual desalojo adolescente, hasta su matrimonio y sus experiencias con la identidad de género.
La película sigue las primeras luchas de Pankhurst con el eventual establecimiento de servicios de limpieza especializados en traumatismos, que cuenta con un equipo de limpiadores que limpian escenas del crimen, lugares donde las personas se han suicidado e incidentes de acaparamiento. Pankhurst asiste y dirige trabajos con su equipo mientras comparte sus experiencias y desafíos de la industria, además de mostrar la naturaleza de su profesión.
A medida que avanza la película, la salud de Pankhurst empeora, posiblemente debido a una exposición prolongada a sustancias de limpieza. Sin embargo, continúa con su trabajo y participa activamente en charlas públicas.
El elenco incluye a Pankhurst, que interpreta a ella misma, y a sus empleados. La película fue producida por David Elliot-Jones y Charlotte Wheaton de Walking Fish Productions y dirigida por Lachlan Mcleod, quien se inspiró en la historia de Pankhurst después de verla en televisión.
Limpio se lanzó en 2022. La película se proyectó en el Festival Internacional de Cine de Melbourne y en el Festival Internacional de Cine de Edimburgo. Fue nominada a dos premios en los premios de la Academia Australiana de Cine y Artes Televisivas en 2022. El público y la crítica recibieron positivamente a Clean.

## Sinopsis
Clean se centra en la vida de Pankhurst. La madre de Pankhurst se vio obligada a abandonarla cuando era niña. Una familia poco acogedora la adoptó y fue desalojada a la edad de diecisiete años. Pankhurst, nacido varón, se casó más tarde con una mujer y tuvo hijos. El matrimonio fracasó una vez que Pankhurst se dio cuenta de que deseaba hacer la transición de hombre a mujer. Pankhurst cuenta la historia de cómo cambió su nombre de Peter a Sandra, trabajando en varios trabajos (incluso como trabajadora sexual y drag queen) antes de convertirse en directora de funeraria. Su segundo matrimonio también terminó en divorcio.
La mayor parte de la película se centra en la vida posterior de Pankhurst como propietario y operador de un servicio de limpieza de traumatismos llamado Specialist Trauma Cleaning Services, una empresa de limpieza especializada en limpieza de escenas del crimen y restauración deacaparadores. La película sigue a Pankhurst mientras asiste a varios trabajos en Melbourne, donde demuestra y analiza la naturaleza y los desafíos de limpiar escenas de crímenes y ayudar a quienes viven en la miseria. Pankhurst revela que tiene una enfermedad terminal y que esto probablemente se deba a la exposición a productos químicos de limpieza en las primeras etapas del desarrollo de su negocio. Se muestra a Pankhurst asistiendo a eventos de conferencias en Melbourne. Hacia el final de la película, se notifica a sus empleados que Pankhurst ha muerto debido a su enfermedad.

## Reparto
- Sandra Pankhurst como ella misma.
- Empleados de limpieza Brian, Chris, Rod y  Kellie como ellos mismos.

## Producción
David Elliot-Jones y Charlotte Wheaton de Walking Fish Productions produjeron Clean. El director Lachlan Mcleod vio por primera vez a Pankhurst siendo entrevistada en la cadena de televisión australiana SBS, en un segmento sobre el tema del acaparamiento. En ese momento, no había leído The Trauma Cleaner: One Woman's Extraordinary Life in Death, Decay & Disaster, un libro de 2017 escrito por Sarah Krasnostein que documenta la vida de Pankhurst. El negocio de limpieza de traumatología de Pankhurst llamó su atención. Los limpiadores de trauma, personas encargadas de restaurar espacios después de eventos como asesinatos, suicidios o accidentes trágicos, desempeñan un papel crucial para que las áreas afectadas vuelvan a ser habitables. Mcleod pasó tres años filmando Clean y se acercó a Pankhurst a lo largo de la producción.
En una entrevista con Screen Australia, Mcleod explicó que Pankhurst se tomó un tiempo para confiar en el equipo de filmación, pero su amor por estar frente a la cámara ayudó a la producción de la película. La filmación con Pankhurst inicialmente se llevó a cabo ad hoc, y el equipo de producción capturó partes del trabajo de Pankhurst que Mcleod consideró importantes para la historia de Pankhurst. Mcleod afirmó que la filmación realmente «aceleró» en los últimos seis meses de producción. La primera escena filmada durante la producción de Clean también resultó ser el último trabajo en el que trabajó Pankhurst, ya que poco después enfermó y fue hospitalizada. Pankhurst murió antes del estreno de la película. La película se proyectó en el 70.º Festival Internacional de Cine de Melbourne, y en el Festival Internacional de Cine de Edimburgo.

## Recepción

### Respuesta crítica
En Rotten Tomatoes, la película tiene un índice de aprobación del 100% según 15 reseñas. Los críticos en general dieron críticas positivas a la película. Sin embargo, las críticas a las escenas de recreación fueron consistentes en muchas de las reseñas. Cher Tang, en una reseña para The Guardian, describió la película como «filmada claramente» y sin fanfarrias, aunque también calificó la adición de recreaciones de eventos del pasado de Pankhurst como un «gran paso en falso innecesario».
En Variety, Jessica Kiang también describió las escenas de recreación como innecesarias, pero señaló que Clean «sigue siendo una película atractiva y enérgica, diseñada menos para provocar que para inspirar». Fionnuala Halligan de Screen Daily consideró que las escenas de recreación eran negativas en la película y las calificó de «decepción para un elenco de personajes que son tan decididamente reales». Ella escribió que la película, aunque «no es una película completa ... Es sin duda un tributo a [Pankhurst]». John Noonan de FilmInk le dio a la película una puntuación de 17 sobre 20, aunque si bien su crítica fue en general positiva, también criticó las recreaciones, calificándolas de «histriónicas».
David Rooney de The Hollywood Reporter describió la película como un «cálido tributo a las muchas vidas [de Pankhurst]», aunque se hizo eco de las críticas de otros críticos al decir que la película «podría haber funcionado sin las recreaciones dramáticas». Concluyó afirmando que Clean «es un notable estudio de personajes con un capítulo final que te dejará profundamente conmovido». Stephen Russell de Time Out calificó la película como «recomendada», calificándola de «tributo apropiado a la vida bien vivida [de Pankhurst]» y elogiando al director por «despojar sabiamente al documental para centrarse en la historia [de Pankhurst] y su determinación de poner orden donde hay caos».